# Josef Weilbächer
Josef „Seppl“ Weilbächer (* 29. Dezember 1944 in Hattersheim; † 19. November 2020) war ein deutscher Fußballspieler.

## Karriere
Josef Weilbächer spielte in der Jugendmannschaft vom SV Hattersheim. 1962 wechselte er zu Eintracht Frankfurt und nahm mit der deutschen Jugendnationalelf im April 1963 am UEFA-Juniorenturnier in England teil. In den zwei Gruppenspielen gegen Schottland (2:1) und die Schweiz (2:1) kam er jeweils als linker Verteidiger zum Einsatz. Mitspieler beim bedeutendsten europäischen Nachwuchswettbewerb waren Jürgen Rumor, Ferdinand Heidkamp, Helmut Sandmann, Klaus Zaczyk, Willi Dürrschnabel und Günter Netzer. 1963 gehörte die Eintracht zu den Gründungsmitgliedern der Bundesliga. „Seppl“ Weilbächer debütierte am 19. September 1963, bei der 0:3-Auswärtsniederlage beim Hamburger SV in der Bundesliga. Er bildete dabei mit Hermann Höfer das Verteidigerpaar. Der HSV führte durch den doppelten Punktgewinn mit 7:1 Punkten die Bundesligatabelle an, die Eintracht stand dagegen mit 1:7 Punkten auf dem vorletzten Platz. Von 1963 bis 1965 kam der jüngere Bruder von Hans Weilbächer lediglich auf insgesamt vier Bundesligaeinsätze bei der Eintracht. Sein letztes Bundesligaspiel für die Adlerträger bestritt er am 15. Mai 1965 bei der 1:2-Auswärtsniederlage gegen den 1. FC Kaiserslautern an der Seite von Torhüter Egon Loy, Mittelläufer Friedel Lutz und Mittelstürmer Erwin Stein.
1965 zog es ihn weiter zu den Kickers Offenbach in die Regionalliga Süd. Er wurde unter Kickers-Trainer Kurt Baluses sofort Stammspieler und errang jeweils 1966 und 1968 die Vizemeisterschaft sowie 1967 die Meisterschaft mit dem OFC. Im dritten Jahr von Weilbächer bei den Kickers, 1967/68, glückte der Aufstieg in die Bundesliga. Die Mannschaft vom Bieberer Berg um das „Idol“ Hermann Nuber stieg aber direkt wieder ab. Weilbächer war in allen 34 Ligaspielen zum Einsatz gekommen und hatte zwei Tore erzielt. In der Folgesaison 1969/70 schafften die Kickers, als erste Zweitliga-Mannschaft den Sieg im DFB-Pokal, sowie den erneuten Aufstieg in die Bundesliga. Somit spielte Weilbächer 1970/71 eine weitere Saison in der Bundesliga. Er kam in der „Skandalrunde“ unter den drei Trainern Aki Schmidt, Rudi Gutendorf und Kuno Klötzer auf 24 Einsätze. Am letzten Rundenspieltag, den 5. Juni 1971, verlor Offenbach mit 2:4 Toren beim 1. FC Köln und war damit sportlich abgestiegen. „Seppl“ Weilbächer verteidigte dabei mit Egon Schmitt, Helmut Kremers und Lothar Skala vor dem Gehäuse von Torhüter Karlheinz Volz. Für Offenbach bestritt Weilbächer insgesamt 316 Spiele und schoss dabei zehn Tore, davon 58 Bundesligaspiele mit zwei Toren und 137 Spielen in der Regionalliga Süd, in denen er fünf Tore schoss. Im Sommer 1971 wechselte er in seine Wohnheimat zu Alemannia Klein-Auheim.
Der spätere Druckereibesitzer war in späteren Jahren auch im Verwaltungsrat von Kickers Offenbach tätig.

## Erfolge
- DFB-Pokalsieger: 1970